# 朝倉陽子
朝倉 陽子（あさくら ようこ、1969年2月14日 - ）は日本の元グラビアモデル、女優。本名および旧芸名は茂野 幸子（しげの さちこ）。千葉県出身（生まれは神奈川県）。血液型はA型。身長168cm、バスト90cm、ウエスト63cm、ヒップ92cm。東京宝映テレビに所属していた。
『特捜最前線』の挿入歌「悪女の子守唄」「砂時計」の歌手・朝倉陽子は同姓同名の別人。

## 経歴
小学生の頃から女優志望で、中学1年生の時に新聞で見た東京宝映の募集に応募し合格。子役からスタートし、一番最初の出演は明治製菓の菓子『マイレコード』のCM（東八郎と共演）。高校は千葉県内の女子高校に在学。1987年にカネボウ水着キャンペーンガールに選ばれる。1988年に茂野幸子から朝倉陽子に改名。1990年以降、活動実績がないことから引退したとみられる。

## 代表作

### テレビ
- 「バッテンロボ丸」第16話「あぁハリウッド いとしのメリーさん」（1983年1月23日、フジテレビ） -  メリー
- 「ザ・ハングマン4」第10話「エリートの父親が隠し子の命を狙う!」（1984年11月30日、朝日放送） - 八木沢みどり
- 「富士山麓」（1985年2月9日〜1985年3月16日、NHK）
- 「TVオバケてれもんじゃ」第7話「不良少女XYZ 積木くずしパニック!!」（1985年2月28日、フジテレビ）
- 「電撃戦隊チェンジマン」第16話「翼を持った少女！」第55話「さらば宇宙の友よ」（1985年5月18日・1986年2月22日、テレビ朝日） - サクラ
- 「スケバン刑事」第10話「狙われたアタッカー」（1985年7月4日、フジテレビ） -  水島直子
- 「禁じられたマリコ」（1985年11月5日〜1986年1月28日、TBS）
- 「長七郎江戸日記」第78話「極楽とんぼ」（1985年12月3日、日本テレビ） - おかよ
- 「天使のアッパーカット」第1話「全てはあのトランクから始まった」（1986年6月24日、TBS）
- 「毎度おさわがせします」第10話「夢一瞬」（1987年4月7日、TBS）
- 「ザ・ハングマン6」第14話「マルサも驚く脱税金強盗団!」（1987年5月29日、朝日放送） - みゆき
- 「超人機メタルダー」第14話「妹よ生きて! 哀しみの女戦士マドンナ」（1987年6月22日、テレビ朝日） - ユリコ（マドンナ）
- 「ぼくの姉キはパイロット!」（1987年8月18日〜1987年9月22日、TBS） - 山口まどか
- 「土曜ワイド劇場」
  - 「牟田刑事官事件ファイル7 奥浜名湖女たちの危険なプレイ」（1987年11月7日、テレビ朝日）
  - 「悪女はラベンダーの香り」（1988年12月3日、テレビ朝日）
- 「あきれた刑事」第7話「虚々実々」（1987年12月2日、日本テレビ）
- 「男と女のミステリー」「間違えられた男」（1989年1月13日、フジテレビ）
- 「機動刑事ジバン」（1989年8月6日〜12月17日、テレビ朝日） - クイーンコスモ

### 写真集
- 「君だけに愛を : 茂野幸子写真集」(1988) （伊藤隼也撮影、英知出版）

### CD （ジャケットのみ）
- 「王様達のハイキング IN BUDOKAN」（1982年）吉田拓郎のライブアルバム - ※CDジャケットの少女（茂野幸子）として写真掲載された。